# Centrum Badań nad Zagładą Żydów
Centrum Badań nad Zagładą Żydów – jednostka naukowo-badawcza powołana w 2003 przy Instytucie Filozofii i Socjologii PAN.
Siedziba Centrum mieści się w Pałacu Staszica przy ul. Nowy Świat 72 w Warszawie.

## Historia
Centrum zostało utworzone 2 lipca 2003 rozporządzeniem dyrektora Instytutu Filozofii i Socjologii PAN prof. dr hab. Henryka Domańskiego. Celem jednostki stało się skupienie i rozwój środowiska naukowców badających Zagładę Żydów w okresie II wojny światowej przy uwzględnieniu różnorodnych aspektów – historycznego, socjologicznego, psychologicznego, literaturoznawczego i antropologicznego.
W 2005 zainicjowano wydawanie rocznika naukowego pt. „Zagłada Żydów. Studia i Materiały”, natomiast w 2007 utworzono Stowarzyszenie Centrum Badań nad Zagładą Żydów, którego celem stało się rozszerzenie działań Centrum oraz zwalczanie stereotypów i uprzedzeń. Centrum prowadzi działalność naukowo-badawczą oraz wydawniczą. Organizuje konferencje, seminaria badawcze, pracuje także z młodymi naukowcami zajmującymi się zagadnieniem Zagłady.
Członkowie Centrum włączyli się również do debaty publicznej na temat stosunków polsko-żydowskich, czego przykładem było wyrażenie w 2013 sprzeciwu wobec pomysłu lokalizacji pomnika Polaków ratujących Żydów w czasie II wojny światowej na terenie dawnego getta warszawskiego. W liście otwartym naukowcy napisali, że umieszczenie tego monumentu właśnie tam, byłoby „tryumfem narodowego samozadowolenia”.
W latach 2003–2023 Centrum opublikowało m.in. 21 tomów serii wydawnictw źródłowych Biblioteka Świadectw Zagłady oraz 7 monografii naukowych będących pokłosiem prowadzonych projektów badawczych. W 2018 roku ukazała się dwutomowa publikacja pod redakcją Barbary Engelking i Jana Grabowskiego pt. Dalej jest noc. Losy Żydów w wybranych powiatach okupowanej Polski, stanowiąca podsumowanie realizowanego przez Centrum kilkuletniego projektu badawczego pt. Strategie przetrwania Żydów podczas okupacji w Generalnym Gubernatorstwie 1942–1945. Studium wybranych powiatów.

## Zespół
Samodzielni pracownicy nauki
- prof. dr hab. Barbara Engelking – kierownik
- prof. dr hab. Jacek Leociak, profesor emeritus
- dr hab. Dariusz Libionka
- prof. dr hab. Andrzej Żbikowski, profesor emeritus
- dr hab. Małgorzata Melchior(inne języki), profesor emeritus

Członkinie i członkowie
- dr Aleksandra Bańkowska
- dr Agnieszka Haska
- Marta Janczewska
- dr Justyna Majewska
- dr Karolina Panz
- Jakub Petelewicz
- Alina Skibińska
- Dagmara Swałtek-Niewińska